# Олга Шаханова-Шишкова
Олга Петкова Шаханова-Шишкова, среща се и като Шеханова, е българска художничка.

## Биография
Родена е на 6 юли 1895 г. в Пловдив. Баща ѝ е възрожденският учител Петко Шаханов, а майка ѝ е Евгения Симеоновна Аненкова, родена в Петербург. Завършва гимназия в Пловдив, а на 15 юли 1920 г. завършва живопис в Художествената академия в София при проф. Иван Мърквичка. Започва работа като преподавателка по рисуване в Учителския институт и учителка в тяхната образцова прогимназия в София от декември 1921 г. до 14 юли 1925. Член е на Дружеството на южнобългарските художници и Дружеството на жените художнички, в което една година е председателка. Участва в почти всички техни изложби. От основаването на Съюза на българските художници става членка в него.
През 1931 г. организира изложба в Рига, Латвия с предмети на българското приложно изкуство, които са изработени там по нейни модели и под нейно ръководство, както и с нейни картини с маслени бои, български отдел в Първата славянска изложба в този град. Там изнася сказка за българското народно изкуство. Автор е на няколко самостоятелни изложби. Първа в София през 1935 г. През 1937 г. в Хелзинки, Финландия; 1938 г. – Виборг, по това време във Финландия; 1939 г. – Тампере, Финландия; 1939 г. – Пори, Финландия; 1941 г. – Кьолн, Германия; 1944 г. – София (от 17 март до 17 април); 1966 г. – Пловдив (от 20 ноември до 20 декември).
Нейни картини са в колекциите на Картинната галерия в Пори, Финландия, в музея на Народния театър, София – артистката Невена Буюклиева в ролята на Мария Стюарт и в частни сбирки във Франция, Германия, Полша, Белгия, Румъния, Латвия, Естония, Финландия, Англия и България. От 1946 г. работи в България на свободна практика. Участва в акциите по украсата за 9 септември и 1 май, в Пловдивския панаир, при зографисване на Преславската църква и в стъклописа на Шипченския манастир.
Умира на 10 ноември 1978 г.